# Chlorogonalia tharma
Chlorogonalia tharma är en insektsart som beskrevs av Young 1977. Chlorogonalia tharma ingår i släktet Chlorogonalia och familjen dvärgstritar. Inga underarter finns listade i Catalogue of Life.